# Pietro Gianelli
Pietro Gianelli, italijanski rimskokatoliški duhovnik, škof in kardinal, * 11. avgust 1807, Terni, † 5. november 1881.

## Življenjepis
5. aprila 1858 je bil imenovan za naslovnega nadškofa Sardesa; 6. junija istega leta je prejel škofovsko posvečenje.
30. septembra 1861 je postal protajnik Zbora Rimske kurije in 14. marca 1868 pa je postal tajnik.
15. marca 1875 je bil povzdignjen v kardinala in imenovan za kardinal-duhovnika S. Agnese fuori le mura.